# Crozier (micología)

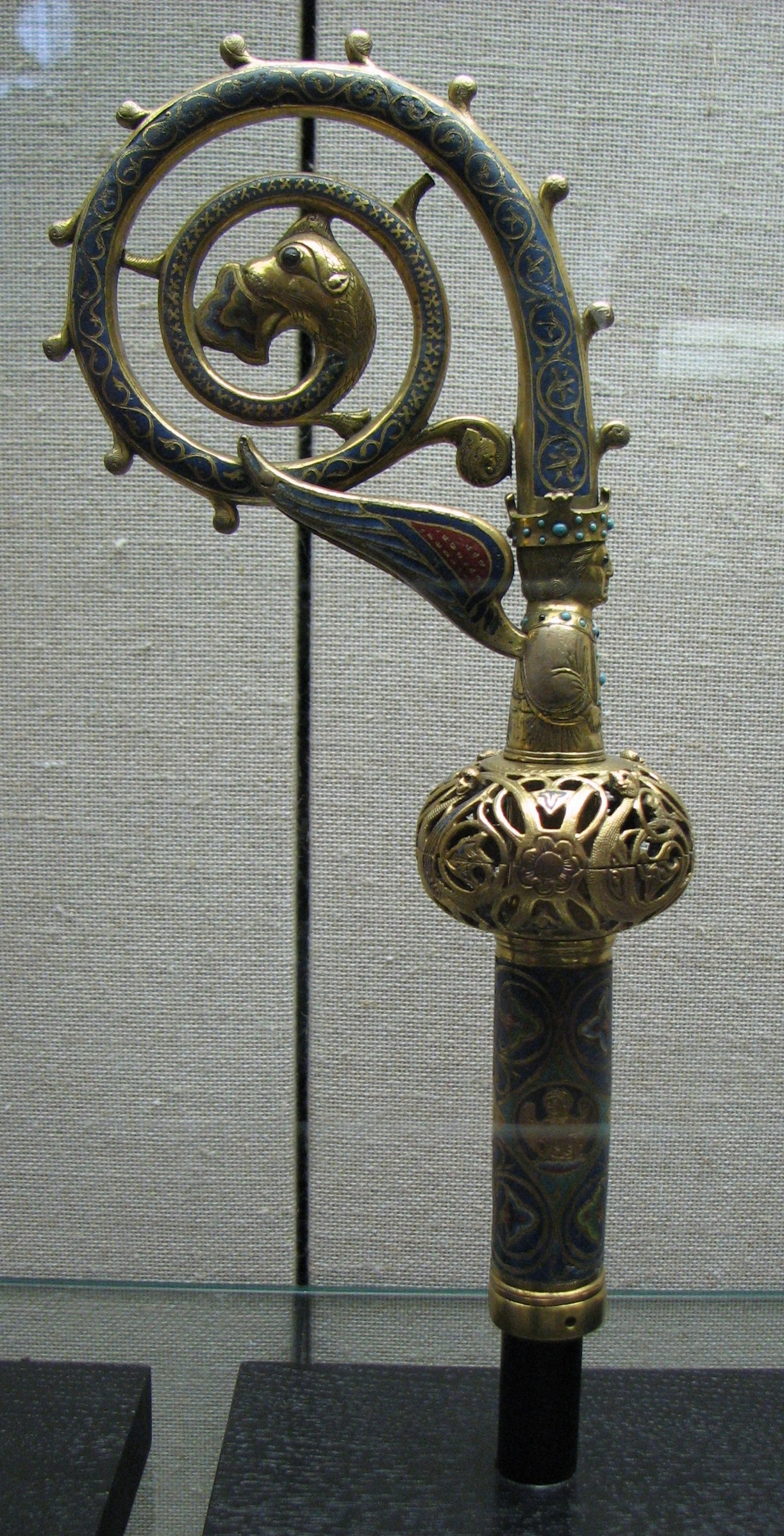
Báculo cristiano (1260-1286) de la misma forma que la estructura fúngica llamada crozier.

El crozier es un rasgo anatómico de muchos hongos del filo Ascomycota que se forma en la base de la asca y parecen bastones de pastor con una estructura en forma de gancho o báculos religiosos estilizados.
Durante la formación inicial del asca, el crocier ayuda a mantener un estado dicariótico en el asca inicial y en su rama lateral que continuará el crecimiento extendido de las hifas ascendentes en los cuerpos frutales de los Ascomycota. Las puntas de la formación de ascas en estas hifas ascógenas se enroscan. Un núcleo haploide migra hacia la punta curvada mientras que el otro núcleo haploide compatible permanece en el penúltimo espacio debajo de la estructura con forma de gancho. Cada núcleo se divide, lo que da lugar a la formación de un par de núcleos compatibles, es decir, un dicarión, en el asca. Quedan dos núcleos hermanos, uno en la célula basal y el otro en el crozier. La punta del crozier se fusiona con la penúltima célula mientras se amurallan del asca mediante la formación de un tabique. El núcleo del crozier migra a la penúltima célula uniéndose al otro núcleo, manteniendo así un estado dicariótico. Estos núcleos migran hacia una rama lateral que crece desde la base del asca que repite la formación del asca-crozier innumerables veces. Los croziers maduros son detectables a través del examen microscópico de las ascas maduras como pequeños puentes curvos en los septos basales. Una minoría de las ascas carecen de croziers, por lo que la presencia o ausencia de croziers es un carácter taxonómico importante. Los croziers se asemejan y funcionan de manera similar a las conexiones de fíbula en las hifas dicarióticas de los Basidiomycota.